# 酒垂神社 (豊岡市)

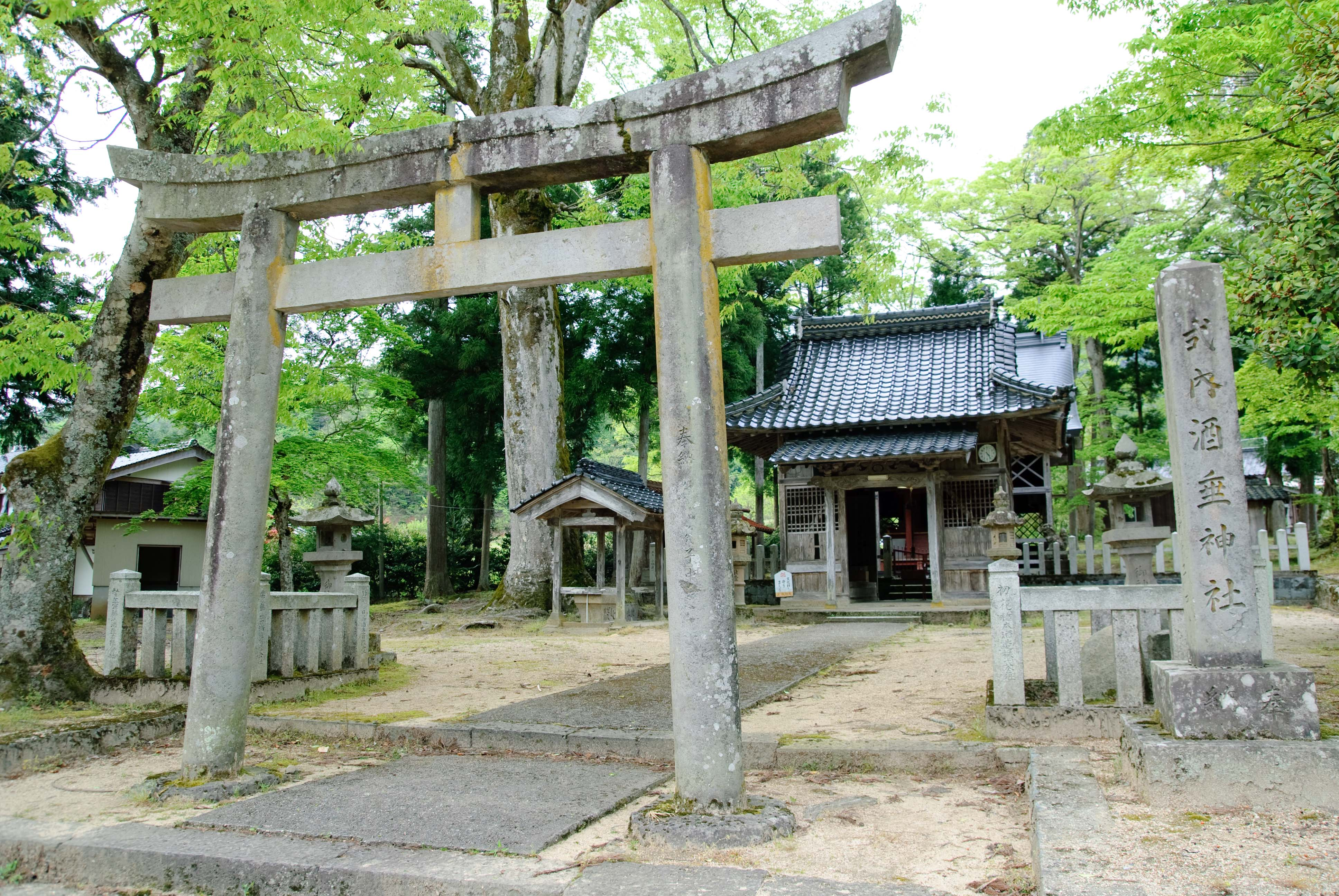
境内

酒垂神社（さかたれじんじゃ）は、兵庫県豊岡市法花寺（ほっけいじ）に鎮座する神社。式内社で旧社格は村社。
円山川の支流である鎌谷川が形成した谷の平坦部東端、京都府京丹後市久美浜町へ通じる峠の口に位置し、境内は同府京都市右京区高雄から紅葉を移植し、社前を流れる鎌谷川を高雄の清滝川に見立てており、紅葉の名所として知られている。本殿は国の重要文化財。

## 社名
神社名は「さかたれ」と訓じ、社説によれば鎮座地に因む「坂垂れ」の意味であるが、祭神が酒の神であるために「酒樽」に掛けられて「さかたる」とも称されるという。中近世には大蔵（倉）大明神とも称された。

## 祭神
酒美津男命（さかみずおのみこと）と酒美津女命（さかみずめのみこと）を祀る。
祭神は杜氏の祖神であり、宮中造酒司に守護神として祀られていた酒美豆男神、酒美豆女神とは同神であるという。

## 由緒
社伝によれば、白鳳3年（675年）の夏に当地を治めていた物部韓国連久々比命という郡司が贄田（神供用の稲を穫る田）に酒造所を造り、酒解子神、大解子神、子解子神の酒造3神を祀って神酒を醸造し、これを祖神に供えて五穀豊穣を祈願したのが創祀であるとするが、この社伝は『国司文書』に依るもので信憑性に疑問があるため、不明とする外ない。また、鎮座地である法花寺の地名から奈良県の法華寺が連想され、同寺は総国分尼寺とされているので、そこから但馬国の国分尼寺や国府、郡衙との関連性を見る説もある。延喜の制で小社に列した（式内社）。なお、下述するように文安元年（1444年）に遷宮が斎行されているが、その遷宮が他所からの遷座か否かは不明。
明治6年（1873年）10月に村社に列し、大正7年（1918年）6月15日に神饌幣帛料供進神社の指定を受けた。

## 祭祀
現行例祭日は10月15日で、神輿が獅子舞等を供奉して御旅所まで巡幸する。かつては9月10日（旧暦）が祭日で、当日榊を立てて神霊を招請し、神社で醸造した神酒を供える特殊神事を行っていた。

## 社殿
本殿は一間社流造杮葺で覆屋によって保護されている。棟札から永享10年（1438年）11月18日に釿始（ちょうなはじめ）を行い、嘉吉元年（1441年）2月26日に柱立を、文安元年（1444年）に遷宮を斎行したものであることが判明している。また蟇股の裏から発見された願文の墨書から文安5年、宝徳元年（1449年）と引き続き細部の造営が行われたようで、この宝徳元年頃に最終的な完成を見たようである。因みに上記棟札からこの造営には当時当神社が属していた鎌田庄の荘園領主である宝幢寺（ほうどうじ。現京都市右京区の鹿王院）の代官や、公文、神主、名主、百姓が一味同心して勧進活動をしたこと、大工伴大夫大伴久清と小工12人が造営を担当したこと、遷宮には大般若経の読誦や管弦、神楽等の奉納があったことを伝えるが、中でも創建時の大工（棟梁）の名前が判明するのは珍しい。本殿としては小規模であるが一間社としては大きい方で意匠的にも大柄な木柄となっている。身舎の3方に高欄付きの縁（大床）を廻らして背面は脇障子を構えて略し、正面階段の下に浜縁（浜床）を設ける。内部は幣軸（へいじく）付の板扉を設けて内陣と外陣に区画するが内陣は1段高く構え、正面には引違いの格子戸を嵌める。蟇股等が左右対称で葉飾の軸を脚の下部から出す点等に室町時代中期の古式に則った特徴を見せ、妻飾りの下端を窄め上端には形の崩れた木鼻を付けた大瓶束（たいへいづか）や軒下の出三斗（でみつど）には但馬の地方色が示され、向拝（こうはい）中備えの蟇股の横に、転法輪の周囲に亀甲形を配した透彫の琵琶板を付ける点も珍しい。また、宝永6年（1709年）から同8年にかけて庇回り等の大改造がなされており、その際に昇高欄の親柱や縁（大床）に付ける高欄の架木（ほこぎ、最上段の横木）を八角形にしたようで、そうした点には近世但馬地方の神社建築における地方的特色が認められる。以上の点から、価値の高い神社建築の遺構として1958年（昭和33年）5月14日に国の重要文化財に指定された。なお、1913年（大正2年）に修理が施され、更に1969年（昭和44年）には解体修理が行われ、その際に室町時代の建立当初の形姿に復旧整備されている。
本殿覆屋は宝永の大改造の際に新設されたもので、文政6年（1823年）に造替され、昭和の修理に際して改築された。拝殿は入母屋造瓦葺。

## 摂末社
稲荷神社（保食命）、山神社（大山祇神）、八幡神社の3社がある。中、山神社は字山の神に鎮座していたが、大正3年に境内に遷祠された。

## 境内
境内入り口である鳥居の足下左右に甕（かめ）石があり、これは酒を汲み入れる瓶を指すという。かつては鳥居の西側に樹齢600年を数えた神木の杉が2本聳えていたが、枯死の虞があるために昭和59年に伐採され、跡地には氏子中による「大杉追憶ノ碑」が建てられている。なお、上記甕石の一方は大杉伐採の跡から見つかったものという。

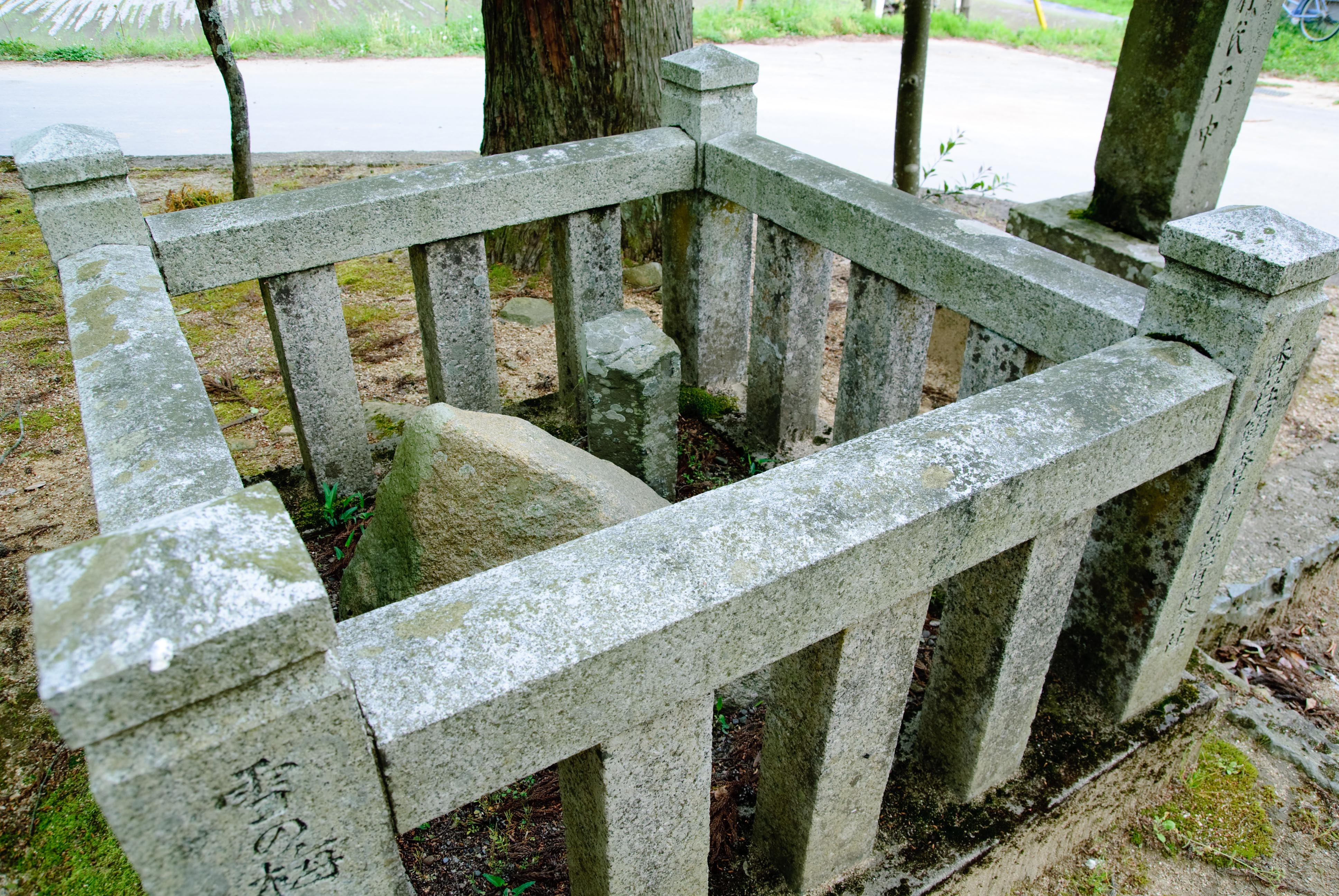
甕石（右）
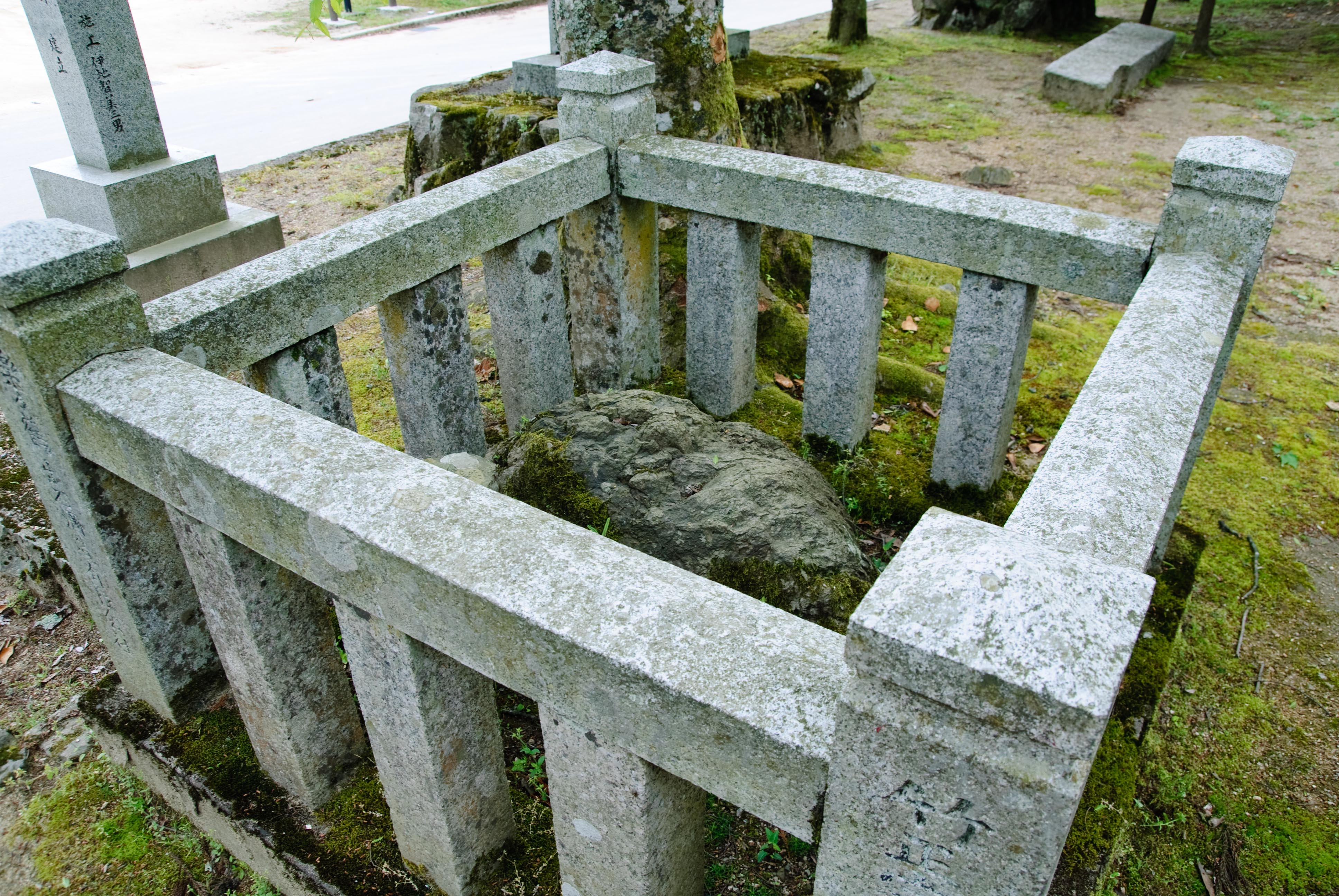
甕石（左）
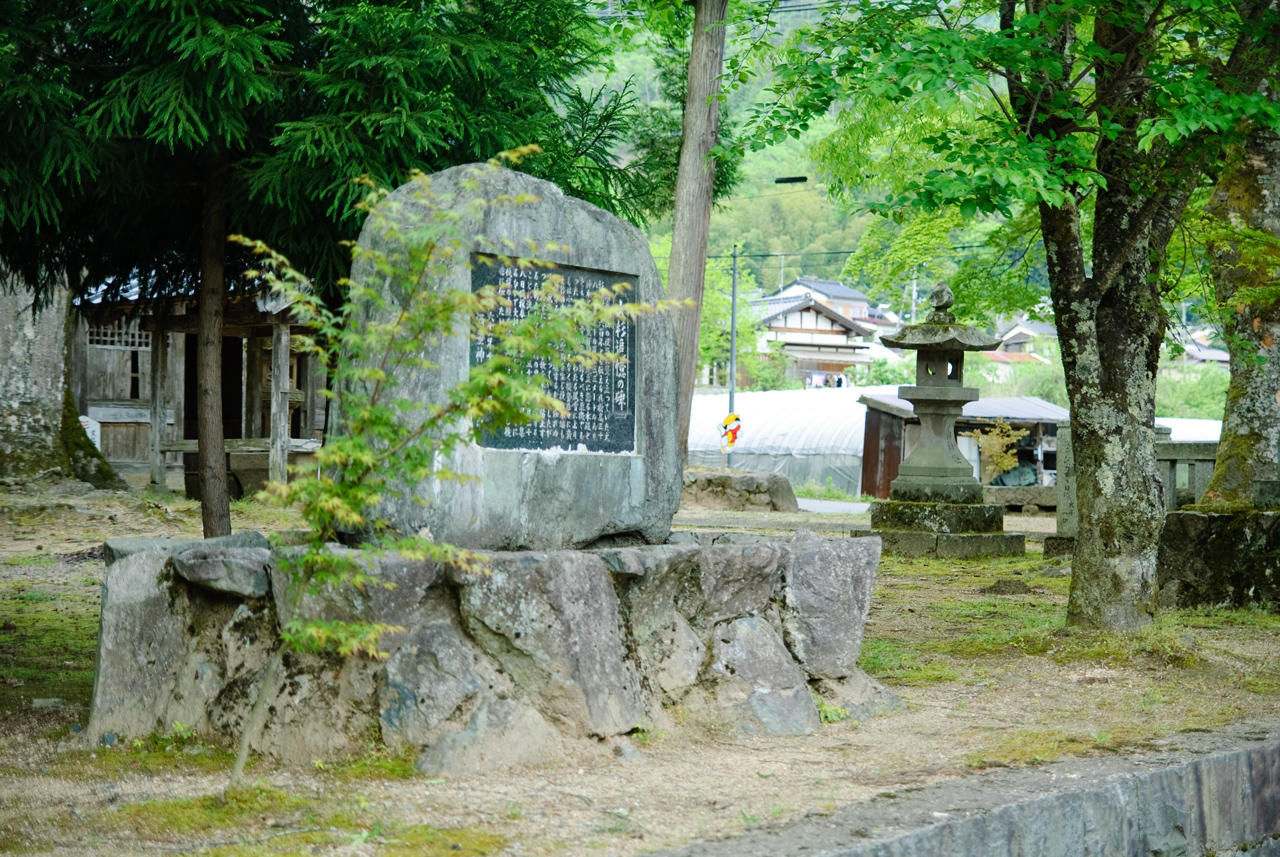
大杉追憶ノ碑

## 文化財
重要文化財（国指定）
- 本殿（附棟札2枚）